# Ghiacciaio Pleystor
Il ghiacciaio Pleystor è un ghiacciaio lungo circa 2,2 km e largo 1,2, situato sull'isola Liège, una delle isole dell'arcipelago Palmer, al largo della costa nord-occidentale della Terra di Graham, in Antartide. In particolare, il ghiacciaio, sito a sud-sud-ovest del ghiacciaio Zbelsurd, fluisce in direzione ovest-nord-ovest a partire dal versante sud-occidentale del picco Pavlov e da quello meridionale del picco Mishev, nei monti Brugmann, fino a entrare nella cala Vapa, nella parte sud-occidentale dell'isola.

## Storia
Il ghiacciaio Pleystor è stato mappato nel 1978 da cartografi del British Antarctic Survey ma è stato così battezzato solo nel 2013 dalla Commissione bulgara per i toponimi antartici in onore di Pleystor dio della guerra nella mitologia trace.